# Pascal Dangbo
Pascal Dangbo (* 13. April 1972) ist ein beninischer Sprinter. Für sein Land trat er dreimal bei Olympischen Spielen in insgesamt drei Disziplinen an: 1992 (100 m), 1996 (200 m, 4 × 100-m-Staffel) und 2000 (200 m).
Auch startete er bei Leichtathletik-Weltmeisterschaften in denselben Disziplinen: 1997 über 100 Meter und 200 Meter, 1999 über 100 Meter sowie 2001 in der 4-mal-100-Meter-Staffel.

## Persönliche Bestzeiten
- 60 m (Halle): 6,86 s (1999)
- 100 m: 10,1 s (1999)
- 200 m: 21,54 s (2000)
- 400 m: 46,7 s (2001)